# أبو الحسن الغلستاني
أبو الحسن الغلستاني (توفي في أواخر القرن الثامن عشر) كان مسؤولًا حكوميًا إيرانيًا من أصفهان، وكتب سجلًّا تاريخيًّا مهما بعنوان مجمل التواريخ في عام 1780. وكان مصدرًا مهمًا للأحداث التي أعقبت وفاة الحاكم الإيراني نادر شاه (حكم من عام 1736 إلى عام 1747)، بما في ذلك إنشاء الحاكم الأفغاني أحمد شاه الدراني (حكم من عام 1747 إلى عام 1773) للدولة الدرانية، بالإضافة إلى الشؤون السياسية في غرب إيران بين عامي 1747 و1782.